# الیوت تلتشر
 الیوت تلتشر (انگلیسی: Eliot Teltscher؛ زاده ۱۵ مارس ۱۹۵۹) یک تنیس‌باز اهل ایالات متحده آمریکا است.